# 袁熙臣
袁熙臣（？—？），字翰明，浙江宁波府慈溪县人。明朝政治人物。

## 生平
万历三十七年（1609年）己酉科浙江乡试举人，萬曆四十一年（1613年）癸丑科進士，授吴县知县，萬曆四十七年罢，天啓二年以贪酷被参提问。